# Il Passo delle Sensazioni
Il Passo delle Sensazioni (En Español: El paso de las sensaciones) (2005) es una colección de poemas escritos por Marco Di Meco. El Trabajo consiste en 12 poemas cortos y esta concernido con experiencias de la vida de su autor durante su periodo de estadía en Suiza.